# Tony Kanal
Tony Ashwin Kanal (* 27. srpna 1970 Londýn) je americký baskytarista, hudební skladatel, producent a aktivista za práva zvířat. Byl členem amerických rockových skupin No Doubt a Dreamcar. Jeho hudební tvorba zahrnuje mimo jiné produkci a skladby umělců jako Pink, Weezer, Elan Atias a No Doubt. Jeho partnerkou byla zpěvačka skupiny No Doubt Gwen Stefani. Je vegan.